# NASCAR Cup Series at Michigan International Speedway
La NASCAR Cup Series at Michigan International Speedway ou Fire Keepers Casino 400 (précédemment dénommé Pure Michigan 400) est une course automobile annuelle, de véhicule de stock-car, organisée depuis 1969 par la NASCAR.
Elle est actuellement la seule course comptant pour le championnat des NASCAR Cup Series se déroulant sur le Michigan International Speedway de Brooklyn dans l'état du Michigan aux États-Unis. Une autre course, dénommée FireKeepers Casino 400 et qui avait lieu en juin, a fait partie du calendrier de la Cup Series jusqu'en 2020. A la suite d'un réaménagement du calendrier en 2021, la course de juin a été supprimée. La société « FireKeepers Casino », a dès lors repris le sponsoring de la présente course ce qui peut amener de la confusion avec les éditions précédentes disputées en juin.
La course n'a pas eu lieu en 1973, le propriétaire du circuit la remplaçant par une course de Champ Car.
La course inaugurale devait se disputer sur une distance de 600 milles (966 km) mais elle fut raccourcie à cause des mauvaises conditions météorologiques. Par la suite, la distance passe à 400 milles (644 km). En 2020, la course est raccourcie de 25% à 500 kilomètres (312 miles) à la suite de la pandémie de Covid-19 aux États-Unis mais conserve sa dénomination de Consumers Energy 400. Elle reprend sa configuration normale dès la saison 2021.
L'événement a connu de multiples sponsors modifiant à chaque fois sa dénomination.

## Le circuit
Le Michigan International Speedway est un speedway en forme de "D" qui possède un revêtement en asphalte.
Ses quatre virages ont une inclinaison de 18°, sa ligne droite d'arrivée est elle inclinée à 12° et sa ligne arrière à 5°.
En configuration NASCAR, le circuit a une longueur de 2 milles (3 km).

## Logos

2009 et 2010
2011-2017
2018-2020
depuis 2021

## Palmarès
| Tours | Miles (km)          | Durée               | Moyenne (miles/h)   |                             |                     |                     |                     |                     |                     |                     |                     |                     |
| 1969  | 17 août             | 17                  | David Pearson       | Holman-Moody                | Ford                | 165                 | 330 (531,083)       | 2 h 51 min 25 s     | 115,508             | [ Note 1 ]          |                     |                     |
| 1970  | 16 août             | 99                  | Charlie Glotzbach   | Ray Nichels                 | Dodge               | 197                 | 401,8 (646,737)     | 2 h 48 min 32 s     | 147,571             |                     |                     |                     |
| 1971  | 16 août             | 12                  | Bobby Allison       | Holman-Moody                | Mercury             | 197                 | 401,88 (646,763)    | 2 h 40 min 54 s     | 149,862             |                     |                     |                     |
| 1972  | 20 août             | 21                  | David Pearson       | Wood Brothers Racing        | Mercury             | 200                 | 400 (643,737)       | 2 h 58 min 31 s     | 134,416             |                     |                     |                     |
| 1973  | Course non disputée | Course non disputée | Course non disputée | Course non disputée         | Course non disputée | Course non disputée | Course non disputée | Course non disputée | Course non disputée | Course non disputée | Course non disputée | Course non disputée |
| 1974  | 25 août             | 21                  | David Pearson       | Wood Brothers Racing        | Mercury             | 200                 | 400 (643,737)       | 3 h 00 min 23 s     | 133,045             |                     |                     |                     |
| 1975  | 24 août             | 43                  | Richard Petty       | Petty Enterprises           | Dodge               | 200                 | 400 (643,737)       | 3 h 43 min 05 s     | 107,583             |                     |                     |                     |
| 1976  | 22 août             | 21                  | David Pearson       | Wood Brothers Racing        | Mercury             | 200                 | 400 (643,737)       | 2 h 51 min 20 s     | 140,078             |                     |                     |                     |
| 1977  | 22 août             | 88                  | Darrell Waltrip     | DiGard Motorsports          | Chevrolet           | 200                 | 400 (643,737)       | 2 h 53 min 59 s     | 137,944             | [ Note 2 ]          |                     |                     |
| 1978  | 20 août             | 21                  | David Pearson       | Wood Brothers Racing        | Mercury             | 200                 | 400 (643,737)       | 3 h 05 min 14 s     | 129,566             |                     |                     |                     |
| 1979  | 19 août             | 43                  | Richard Petty       | Petty Enterprises           | Chevrolet           | 200                 | 400 (643,737)       | 3 h 04 min 05 s     | 130,376             |                     |                     |                     |
| 1980  | 17 août             | 11                  | Cale Yarborough     | Junior Johnson & Associates | Chevrolet           | 200                 | 400 (643,737)       | 2 h 45 min 07 s     | 145,352             |                     |                     |                     |
| 1981  | 16 août             | 43                  | Richard Petty       | Petty Enterprises           | Buick               | 200                 | 400 (643,737)       | 3 h 14 min 24 s     | 123,457             |                     |                     |                     |
| 1982  | 22 août             | 88                  | Bobby Allison       | DiGard Motorsports          | Buick               | 200                 | 400 (643,737)       | 2 h 45 min 53 s     | 136,454             |                     |                     |                     |
| 1983  | 21 août             | 28                  | Cale Yarborough     | Ranier-Lundy                | Chevrolet           | 200                 | 400 (643,737)       | 2 h 42 min 42 s     | 147,511             |                     |                     |                     |
| 1984  | 12 août             | 11                  | Darrell Waltrip     | Junior Johnson & Associates | Chevrolet           | 200                 | 400 (643,737)       | 2 h 35 min 59 s     | 153,863             |                     |                     |                     |
| 1985  | 11 août             | 09                  | Bill Elliott        | Melling Racing              | Ford                | 200                 | 400 (643,737)       | 2 h 54 min 38 s     | 137,430             |                     |                     |                     |
| 1986  | 17 août             | 09                  | Bill Elliott        | Melling Racing              | Ford                | 200                 | 400 (643,737)       | 2 h 57 min 28 s     | 135,376             |                     |                     |                     |
| 1987  | 16 août             | 09                  | Bill Elliott        | Melling Racing              | Ford                | 200                 | 400 (643,737)       | 2 h 53 min 06 s     | 138,648             |                     |                     |                     |
| 1988  | 21 août             | 28                  | Davey Allison       | Ranier-Lundy                | Ford                | 200                 | 400 (643,737)       | 2 h 33 min 00 s     | 156,863             |                     |                     |                     |
| 1989  | 20 août             | 27                  | Rusty Wallace       | Blue Max Racing             | Pontiac             | 200                 | 400 (643,737)       | 2 h 32 min 11 s     | 157,704             |                     |                     |                     |
| 1990  | 19 août             | 06                  | Mark Martin         | Roush Racing                | Ford                | 200                 | 400 (643,737)       | 2 h 52 min 53 s     | 138,822             |                     |                     |                     |
| 1991  | 8 août              | 21                  | Dale Jarrett        | Wood Brothers Racing        | Ford                | 200                 | 400 (643,737)       | 2 h 51 min 34 s     | 142,972             |                     |                     |                     |
| 1992  | 16 août             | 33                  | Harry Gant          | Leo Jackson Motorsports     | Oldsmobile          | 200                 | 400 (643,737)       | 2 h 47 min 46 s     | 146,056             |                     |                     |                     |
| 1993  | 15 août             | 06                  | Mark Martin         | Roush Racing                | Ford                | 200                 | 400 (643,737)       | 2 h 46 min 01 s     | 144,564             |                     |                     |                     |
| 1994  | 21 août             | 07                  | Geoff Bodine        | Geoff Bodine Racing         | Ford                | 200                 | 400 (643,737)       | 2 h 51 min 32 s     | 139,914             |                     |                     |                     |
| 1995  | 20 août             | 18                  | Bobby Labonte       | Joe Gibbs Racing            | Chevrolet           | 200                 | 400 (643,737)       | 2 h 32 min 09 s     | 157,739             |                     |                     |                     |
| 1996  | 18 août             | 88                  | Dale Jarrett        | Robert Yates Racing         | Ford                | 200                 | 400 (643,737)       | 2 h 51 min 41 s     | 139,792             |                     |                     |                     |
| 1997  | 17 août             | 06                  | Mark Martin         | Roush Racing                | Ford                | 200                 | 400 (643,737)       | 3 h 09 min 09 s     | 126,883             |                     |                     |                     |
| 1998  | 16 août             | 24                  | Jeff Gordon         | Hendrick Motorsports        | Chevrolet           | 200                 | 400 (643,737)       | 2 h 37 min 54 s     | 151,995             |                     |                     |                     |
| 1999  | 22 août             | 18                  | Bobby Labonte       | Joe Gibbs Racing            | Pontiac             | 200                 | 400 (643,737)       | 2 h 46 min 17 s     | 144,332             |                     |                     |                     |
| 2000  | 20 août             | 02                  | Rusty Wallace       | Team Penske                 | Ford                | 200                 | 400 (643,737)       | 3 h 01 min 00 s     | 132,597             |                     |                     |                     |
| 2001  | 19 août             | 40                  | Sterling Marlin     | Chip Ganassi Racing         | Dodge               | 162                 | 324 (521,427)       | 2 h 18 min 21 s     | 140,513             | [ Note 1 ]          |                     |                     |
| 2002  | 18 août             | 88                  | Dale Jarrett        | Robert Yates Racing         | Ford                | 200                 | 400 (643,737)       | 2 h 50 min 45 s     | 140,556             |                     |                     |                     |
| 2003  | 17 août             | 12                  | Ryan Newman         | Penske Racing               | Dodge               | 200                 | 400 (643,737)       | 3 h 08 min 31 s     | 127,310             |                     |                     |                     |
| 2004  | 22 août             | 16                  | Greg Biffle         | Roush Racing                | Ford                | 200                 | 400 (643,737)       | 2 h 52 min 35 s     | 139,063             |                     |                     |                     |
| 2005  | 21 août             | 19                  | Jeremy Mayfield     | Evernham Motorsports        | Dodge               | 200                 | 400 (643,737)       | 2 h 49 min 33 s     | 141,551             |                     |                     |                     |
| 2006  | 20 août             | 17                  | Matt Kenseth        | Roush Racing                | Ford                | 200                 | 400 (643,737)       | 2 h 57 min 39 s     | 135,097             |                     |                     |                     |
| 2007  | 21 août             | 02                  | Kurt Busch          | Team Penske                 | Dodge               | 203                 | 406 (653,393)       | 2 h 55 min 55 s     | 117,012             | ,                   |                     |                     |
| 2008  | 17 août             | 99                  | Carl Edwards        | Roush Fenway Racing         | Ford                | 200                 | 400 (643,737)       | 2 h 51 min 00 s     | 140,351             |                     |                     |                     |
| 2009  | 16 août             | 83                  | Brian Vickers       | Red Bull Racing Team        | Toyota              | 200                 | 400 (643,737)       | 3 h 02 min 28 s     | 131,531             |                     |                     |                     |
| 2010  | 15 août             | 29                  | Kevin Harvick       | Richard Childress Racing    | Chevrolet           | 200                 | 400 (643,737)       | 2 h 46 min 38 s     | 144,029             |                     |                     |                     |
| 2011  | 21 août             | 18                  | Kyle Busch          | Joe Gibbs Racing            | Toyota              | 203                 | 406 (653,393)       | 2 h 41 min 26 s     | 150,898             | [ Note 4 ]          |                     |                     |
| 2012  | 19 août             | 16                  | Greg Biffle         | Roush Fenway Racing         | Ford                | 201                 | 402 (646,956)       | 2 h 46 min 44 s     | 144,662             | [ Note 4 ]          |                     |                     |
| 2013  | 18 août             | 22                  | Joey Logano         | Team Penske                 | Ford                | 200                 | 400 (643,737)       | 2 h 45 min 59 s     | 144,593             |                     |                     |                     |
| 2014  | 17 août             | 24                  | Jeff Gordon         | Hendrick Motorsports        | Chevrolet           | 200                 | 400 (643,737)       | 2 h 49 min 16 s     | 141,788             |                     |                     |                     |
| 2015  | 16 août             | 20                  | Matt Kenseth        | Joe Gibbs Racing            | Toyota              | 200                 | 400 (643,737)       | 2 h 47 min 18 s     | 143,455             |                     |                     |                     |
| 2016  | 28 août             | 42                  | Kyle Larson         | Chip Ganassi Racing         | Chevrolet           | 200                 | 400 (643,737)       | 2 h 27 min 29 s     | 162,730             |                     |                     |                     |
| 2017  | 13 août             | 42                  | Kyle Larson         | Chip Ganassi Racing         | Chevrolet           | 202                 | 400 (643,737)       | 2 h 40 min 38 s     | 150,903             | [ Note 4 ]          |                     |                     |
| 2018  | 12 août             | 04                  | Kevin Harvick       | Stewart-Haas Racing         | Ford                | 200                 | 400 (643,737)       | 2 h 50 min 51 s     | 140,474             |                     |                     |                     |
| 2019  | 11 août             | 04                  | Kevin Harvick       | Stewart-Haas Racing         | Ford                | 200                 | 400 (643,737)       | 2 h 40 min 59 s     | 149,084             |                     |                     |                     |
| 2020  | 9 août              | 04                  | Kevin Harvick       | Stewart-Haas Racing         | Ford                | 156                 | 312 (502,008)       | 2 h 09 min 35 s     | 144,463             | [ Note 5 ]          |                     |                     |
| 2021  | 22 août             | 12                  | Ryan Blaney         | Team Penske                 | Ford                | 200                 | 400 (643,737)       | 2 h 48 min 27 s     | 142,476             |                     |                     |                     |
| 2022  | 8 août              | 04                  | Kevin Harvick       | Stewart-Haas Racing         | Ford                | 200                 | 400 (643,737)       | 2 h 54 min 8 s      | 137,825             |                     |                     |                     |
| 2023  | 6 et 7 août         | 17                  | Chris Buescher      | RFK Racing                  | Ford                | 200                 | 400 (643,737)       | 3 h 2 min 59 s      | 131,159             | [ Note 6 ]          |                     |                     |
| 2024  | 18 et 19 août       | 45                  | Tyler Reddick       | 23XI Racing                 | Toyota              | 206                 | 412 (663,028)       | 3 h 02 min 12 s     | 135,675             | ,                   |                     |                     |

Notes : 
1. 1 2  Course raccourcie en raison de la pluie.
2. ↑  Course reportée du dimanche au lundi.
3. ↑  Course reportée deux fois du dimanche au mardi pour cause de pluie puis prolongée en raison d'une arrivée Green-white-checker.
4. 1 2 3 4  Course prolongée en raison d'une arrivée Green-white-checker.
5. ↑  Course raccourcie de 25% à 500 kilomètres (312 miles) à la suite de la pandémie de Covid-19 aux États-Unis. La course a néanmoins ou conserver le nom de Consumers Energy 400.
6. 1 2  Course commencée le dimanche mais terminée le lundi après midi à la suite de fortes chutes de pluie

### Statistiques par pilotes
| Nbre. | Pilote          | Saisons                      |
| ----- | --------------- | ---------------------------- |
| 5     | David Pearson   | 1969, 1972, 1974, 1976, 1978 |
| 5     | Kevin Harvick   | 2010, 2018, 2019, 2020, 2022 |
| 3     | Bill Elliott    | 1985, 1986, 1987             |
| 3     | Dale Jarrett    | 1991, 1996, 2002             |
| 3     | Mark Martin     | 1990, 1993, 1997             |
| 3     | Richard Petty   | 1975, 1979, 1981             |
| 2     | Bobby Allison   | 1971, 1982                   |
| 2     | Bobby Labonte   | 1995, 1999                   |
| 2     | Cale Yarborough | 1980, 1983                   |
| 2     | Darrell Waltrip | 1977, 1984                   |
| 2     | Greg Biffle     | 2004, 2012                   |
| 2     | Jeff Gordon     | 1998, 2014                   |
| 2     | Kyle Larson     | 2016, 2017                   |
| 2     | Matt Kenseth    | 2006, 2015                   |
| 2     | Rusty Wallace   | 1989, 2000                   |

### Statistiques par écuries
| Nbre. | Écuries                     | Saisons                                        |
| ----- | --------------------------- | ---------------------------------------------- |
| 8     | Roush Fenway Racing         | 1990, 1993, 1997, 2004, 2006, 2008, 2012, 2023 |
| 5     | Wood Brothers Racing        | 1972, 1974, 1976, 1978, 1991                   |
| 5     | Team Penske                 | 2000, 2003, 2007, 2013, 2021                   |
| 4     | Joe Gibbs Racing            | 1995, 1999, 2011, 2015                         |
| 4     | Steward-Hass Racing         | 2018, 2019, 2020, 2022                         |
| 3     | Chip Ganassi Racing         | 2001, 2016, 2017                               |
| 3     | Melling Racing              | 1985, 1986, 1987                               |
| 3     | Petty Enterprises           | 1975, 1979, 1981                               |
| 2     | DiGard Motorsports          | 1977, 1982                                     |
| 2     | Hendrick Motorsports        | 1998, 2014                                     |
| 2     | Holman-Moody (en)           | 1969, 1971                                     |
| 2     | Junior Johnson & Associates | 1980, 1984                                     |
| 2     | Ranier-Lundy (en)           | 1983, 1988                                     |
| 2     | Robert Yates Racing         | 1996, 2002                                     |

### Statistiques par marques
| Nbre. | Marque     | Saisons |
| ----- | ---------- | --- |
| 24    | Ford       | 1969, 1985, 1986, 1987, 1988, 1990, 1991, 1993, 1994, 1996, 1997, 2000, 2002, 2004, 2006, 2008, 2012, 2013, 2018, 2019, 2020, 2021, 2022, 2023 |
| 11    | Chevrolet  | 1977, 1979, 1980, 1983, 1984, 1995, 1998, 2010, 2014, 2016, 2017                                                                               |
| 6     | Dodge      | 1970, 1975, 2001, 2003, 2005, 2007 |
| 5     | Mercury    | 1971, 1972, 1974, 1976, 1978 |
| 4     | Toyota     | 2009, 2011, 2015, 2024 |
| 2     | Buick      | 1981, 1982 |
| 2     | Pontiac    | 1989, 1999 |
| 1     | Oldsmobile | 1992 |